# Erucii
Les Erucii (singulier: Erucius) sont les membres de la gens Erucia, une famille plébéienne de Rome. Les membres de cette gens sont mentionnés pour la première fois au début du Ier siècle av. J.-C. ; le nom a été revendiqué comme étrusque. Cependant, au IIe siècle, les Erucii atteignirent une distinction considérable.

## Branches et cognomen
Les praenomina associés aux Erucii sont Gaius, Marcus et Sextus. La seule famille des Erucii connue dans l'histoire portait le nom de famille Clarus.

## Membres

### Sous la République
- Ericius, l'un des légats de Sylla lors de la première guerre mithridatique, devrait peut-être être lu Erucius[a 1].
- Gaius Erucius, l'accusateur de Sextus Roscius d'Amelia, que Cicéron défendit en -80. Il fut également l'un des accusateurs de Lucius Varenus, également défendu par Cicéron, qui appelle Erucius Antoniaster, c'est-à-dire un imitateur de l'orateur Antonius[a 2].

### Sous le Principat

#### Erucii Clari
- Erucius, (v.55 - ?) ami de Pline le Jeune[a 3];
  - Sextus Erucius Clarus, (v.80 - 146), consul suffect en 117, Préfet de Rome en 140, consul II en 146[a 4],[a 5],[a 6],[a 7],[a 8]
    - (Erucia Clara), (v.100 - ?), épouse de Publius Salvius;
    - (Caius Erucius Clarus), (v.110 - ?);
      - Caius Erucius Clarus, (v.135 - ap.170), consul en 170[2],[a 9].
        - Caius Julius Erucius Clarus, (v.160 - 194), consul en 193[a 10],[a 11],[a 12].
          - Caius Iulius Rufinus Laberius Fabianus Pomponius Erucius Clarus Sosius Priscus, (v. 180 - ap. 194), saliens collins[b 1],

#### Erucii Severi
Les Erucii Severi sont inscrits dans la tribu Quirina.
- Quintus (Erucius), (v. 70 - ?);
  - Lucius Erucius Severus, (v. 100 - v. 145), préfet de cavalerie[b 2].

#### Autres
- Terentius Strabo Erucius Homullus, (v. 40 - ap. 83), consul suffect en 83[b 3].

## Voir également
- Liste des gens romaines